# Mainbullau
Mainbullau ist ein Gemeindeteil der Kreisstadt Miltenberg im unterfränkischen Landkreis Miltenberg in Bayern mit rund 230 Einwohnern. Der Ort ist durch seinen Flugplatz bekannt.

## Geographie
Das Kirchdorf befindet sich auf dem Bullauer Berg (458 m) über dem Maintal südwestlich von Miltenberg. Nördlich liegen Rüdenau und Kleinheubach. Im Osten fallen die Hänge zum Fluss Mud ab, welcher dort durch die Orte Weilbach und Breitendiel fließt. Das Tal des Ohrenbaches verläuft südlich. Die Gemarkung Mainbullau ist eine Enklave in der Gemarkung Miltenberg.

### Nachbargemarkungen
Folgende Gemarkungen grenzen an das Ortsgebiet von Mainbullau:
|            | Miltenberg                                  |            |
| Miltenberg | Kompassrose, die auf Nachbargemeinden zeigt | Miltenberg |
|            | Miltenberg                                  |            |

## Geschichte
Mainbullau entstand als eine Rodungssiedlung der Rüden von Collenberg (Lehensmänner des Deutschen Ordens) und gehörte ursprünglich zur Cent Kleinheubach. Der Ort wird bereits Mitte des 13. Jahrhunderts im Mainzer Koppelfutterverzeichnis genannt.
Im 16. Jahrhundert hatten die Rüdt von Collenberg ihre beiden Vogteiorte Mainbullau und Rüdenau zu einem eigenen Halsgericht erhoben. Dieses Halsgericht wurde auch nach der Übernahme durch das Bistum Mainz 1659 beibehalten. Der Gerichtsort blieb Rüdenau, da aber das Gefängnis fehlte, wurden die Delinquenten seit 1659 nach Miltenberg gebracht, d. h. die Zent Miltenberg um beide Orte erweitert.
Im durch die Schrecken des Dreißigjährigen Krieges fast entvölkerten ehemals evangelischen Ort siedelten die Bischöfe ab 1668 wieder katholische Bauern an. 1803 wurde das Dorf bei der Säkularisation dem Fürstenhaus Leiningen zugeschlagen, dann dem Großherzogtum Baden und schließlich dem Großherzogtum Hessen. Bayern erhielt dann durch die Beschlüsse des Wiener Kongresses 1815 endgültig die Oberhoheit.
Im Jahr 1862 wurde das Bezirksamt Miltenberg gebildet, auf dessen Verwaltungsgebiet Mainbullau lag. Wie überall im Deutschen Reich wurde 1939 die Bezeichnung Landkreis eingeführt. Mainbullau war nun eine der 31 Gemeinden im Altkreis Miltenberg. Dieser schloss sich am 1. Juli 1972 mit dem Landkreis Obernburg am Main zum neuen Landkreis Miltenberg zusammen.
Mainbullau als selbstständige Gemeinde wurde am 1. Januar 1976 ein Gemeindeteil von Miltenberg.
Im Wald oberhalb von Mainbullau wurden von 1961 bis 1970 im Rahmen der Luftverteidigung Europas im Kalten Krieg atomare Flugabwehrraketen vom Typ „Nike Hercules“ stationiert. Diese Nike-Stellung der US-Streitkräfte war Teil des damals quer durch Deutschland angelegten Flugabwehrgürtels gegen Luftangriffe aus dem Osten. Die Raketen verblieben dort bis 1979. Nach 1970 gab es noch einige Jahre Planungen für eine Pershing-Stellung in Mainbullau.

### Kirche

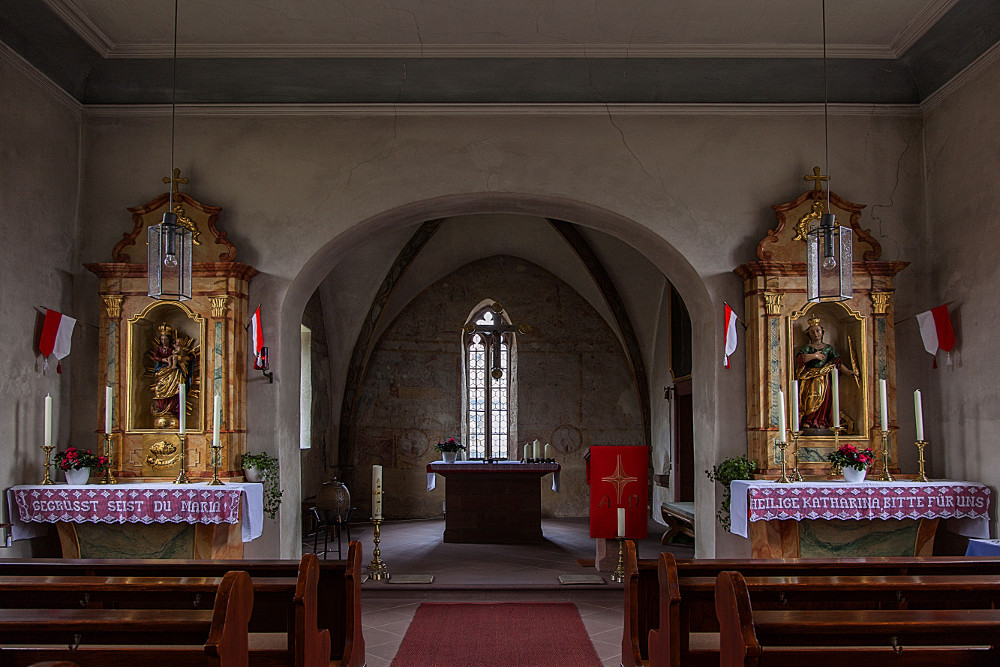
Innenansicht St. Katharina Mainbullau

Die Kirche St. Katharina ist wohl mehrfach überbaut. Der dreigeschossige Turm und Chor sind frühgotisch und den Stilformen zufolge etwa um 1300 vom Deutschherrenorden erbaut und dienten bis 1636 den Herren Rüdt von Collenberg als Kirchenburg. Anschließend kam die Kirche unter die Herrschaft des Mainzer Kurfürsten und blieb Mainzer Lehen bis zum Jahre 1803. Das barocke Langhaus wurde 1799 errichtet.
An der Südseite befindet sich eine Steinplatte mit drei Öffnungen – eine römische Spolie, wahrscheinlich eine Hypokaustplatte. Der Chor des Ostturms hat ein Rippenkreuzgewölbe, steil geprägte Rippen enden in einem runden Schlussstein mit Vierblatt und Eicheln. An der Stirnkante befindet sich eine Spottmaske mit ausgestreckter Zunge. Das spitzbogige Fenster auf der Ostseite ist wohl noch original. Die Sakristei liegt südlich des Chores. Das flachgedeckte Langhaus hat drei Fensterachsen. Im Portal befindet sich eine Nische mit einer Holzfigur der heiligen Katharina.

## Gegenwart
Der Flugplatz, der heute neben den Versorgungsanlagen eine eigene Werft und Flugzeughalle (seit 1996) hat, ist seit 1968 als Verkehrslandeplatz mit ganzwöchiger Betriebspflicht eingestuft. Bis zu 30 Motor- und Segelflugzeuge sind hier stationiert.
1996 wurde durch Initiative des 1991 gegründeten Heimatvereins durch Umbau des sogenannten Milchhäusle ein neues Dorfgemeinschaftshaus ausgebaut.
Seit 2007 besteht das Energieforum Miltenberg-Aschaffenburg e. V., das von Mainbullauer Bürgern ins Leben gerufen wurde. Das Ziel des Energieforums ist eine 100%ige Energieversorgung des Untermaingebietes mit erneuerbaren Energien.
Im Ort herrscht ein reges Vereinsleben, getragen durch Freiwillige Feuerwehr und Heimatverein.
Im Wettbewerb „Unser Dorf hat Zukunft – unser Dorf soll schöner werden“ vertritt Mainbullau den Landkreis Miltenberg auf Bezirksebene. Durch die Dorferneuerung der letzten 2 Jahrzehnte wurde die Infrastruktur verbessert und das äußere Erscheinungsbild des Ortes verschönert. Eine neue Dorfmitte, sowie ein Spielplatz und ein Freizeitgelände, die durch über 2000 Arbeitsstunden neu gestaltet wurden, prägen den Ort.

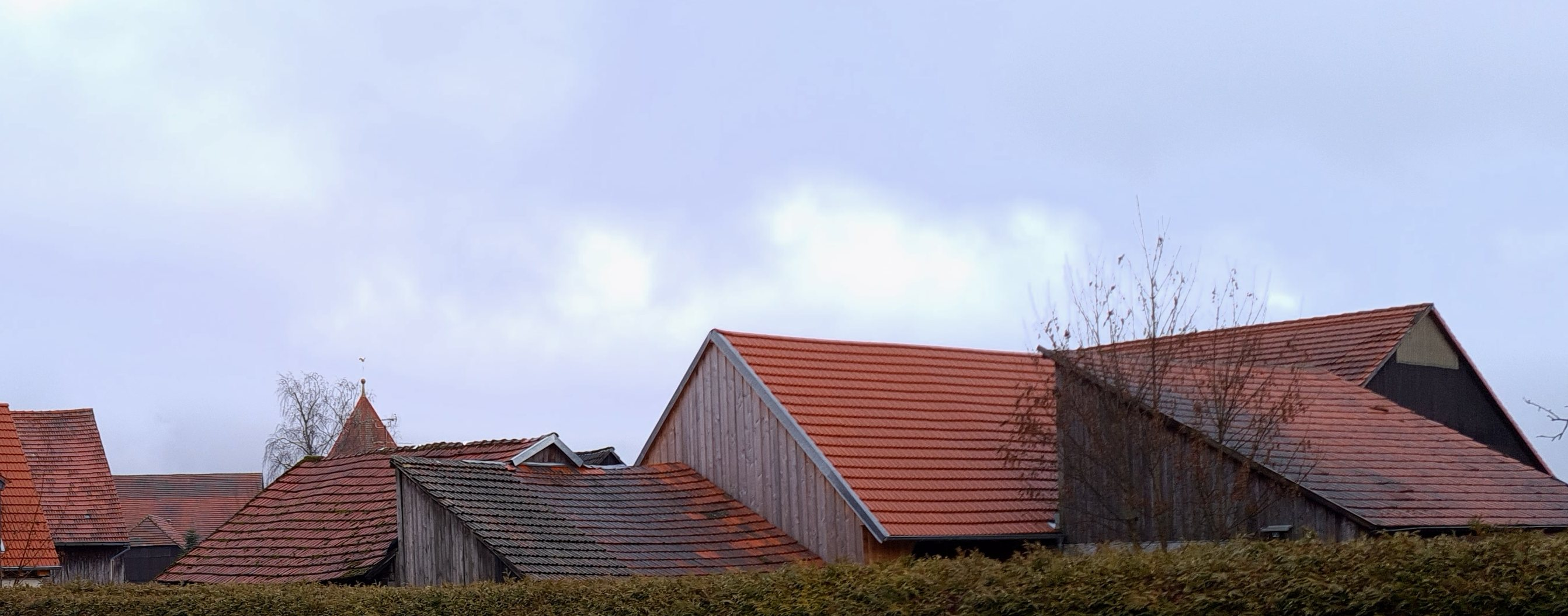
„Skyline“ von Mainbullau – zu sehen u. a. der Kirchturm